# Phản ứng thế
Phản ứng thế là một phản ứng mà một nhóm chức của một hợp chất được thay thế bởi một nhóm chức khác. Phản ứng thế đóng vai trò quan trọng trong hóa hữu cơ. Phản ứng thế trong hóa học hữu cơ được phân loại là thế thân điện tử hoặc thế thân hạch tùy thuộc vào thuốc thử tham gia, chất trung gian phản ứng tham gia phản ứng là carbocation, carbanion hay gốc tự do và chất nền là hợp chất không vòng hay hợp chất thơm.
Trong hóa vô cơ, nó là phản ứng hóa học, trong đó một nguyên tố có độ hoạt động hóa học mạnh (ở các điều kiện cụ thể về nhiệt độ, áp suất) sẽ thay thế cho nguyên tố có độ hoạt động hóa học yếu hơn trong hợp chất của nguyên tố này, theo phản ứng sau:
A + BX -> AX + B

## Hóa hữu cơ

### Phản ứng thế thân hạch
Trong hóa hữu cơ và hóa vô cơ, phản ứng thế thân hạch, hay còn gọi là phản ứng thế nucleophile, là một loại phản ứng cơ bản trong đó các tác nhân thân hạch (tiếng Anh: nucleophille; ký hiệu Nuc:) liên kết hoặc tấn công các nguyên tử hoặc phân tử có điện tích hay phân cực dương một cách có chọn lọc. Trong quá trình này, tác nhân thân hạch sẽ thế chỗ cho tác nhân thân hạch yếu hơn. Khi tác nhân thân hạch yếu hơn tách ra khỏi một nguyên tử hay phân tử và trở thành nhóm xuất (ký hiệu: LG), nguyên tử hoặc phân tử đó sẽ mang điện tích hoặc phân cực dương sẽ trở thành nhóm electrophile. Nhóm thực thể phân tử bao gồm nhóm electrophile và nhóm xuất thường được gọi chung là chất nền.
Với R-LG là chất nền, dạng tổng quát của loại phản ứng này có thể được viết như sau:
Nuc: + R-LG → R-Nuc + LG:
Cặp electron (:) từ tác nhân thân hạch tấn công chất nền để tạo nên một liên kết cộng hóa trị mới Nuc-R-LG. Điện tích ban đầu được phục hồi khi nhóm xuất (LG) tách khỏi phân tử mang theo một cặp electron, và sản phẩm chính sẽ là R-Nuc. Trong những phản ứng như thế này, tác nhân thân hạch sẽ mang điện tích trung tính hoặc có phân cực âm, và chất nền thường sẽ trung tính hoặc mang phân cực dương.
Một ví dụ điển hình của phản ứng thế thân hach là phản ứng thủy phân của ankyl bromide (ký hiệu: R-Br) trong điều kiện kiềm. Trong phản ứng này, nhóm thân hạch sẽ là gốc kiềm OH− và nhóm xuất sẽ là Br−.
R-Br + OH− → R-OH + Br−
Các phản ứng thế thân hạch được sử dụng rất phổ biến trong hóa học hữu cơ. Loại phản ứng này có thể được phân loại dựa vào thành phần tham gia phản ứng. Phản ứng thế thân hạch thường xảy ra ở 1 nguyên tử cacbon của 1 hợp chất no không vòng. Tuy nhiên, trong một số trường hợp, phản ứng này có thể xảy ra ở 1 nguyên tố cacbon của một hợp chất vòng hoặc ở các trung tâm cacbon của một hợp chất không no.

### Cơ chế
Các phản ứng thế hạch nhân có thể diễn ra theo hai loại cơ chế là: cơ chế phản ứng thế đơn phân (SN1) và cơ chế phản ứng thế lưỡng phân (SN2).
Cơ chế SN1 cần đến 2 bước phản ứng để tạo thành sản phẩm. Ở bước đầu tiên, nhóm xuất sẽ tách khỏi phân tử và giúp hình thành cacbocation C+ tại điểm tách rời. Ở bước thứ hai, tác nhân thân hạch (Nuc:) sẽ tấn công cacbocation và tạo nên liên kết cộng hóa trị sigma. Nếu chất nền là một cacbon bất đối, cơ chế này có thể đảo ngược cấu trúc lập thể hoặc sẽ giữ nguyên cấu trúc như ban đầu của sản phẩm. Sản phẩm bao gồm cả hai cấu trúc lập thể nguyên bản và đảo ngược sẽ được gọi là biến thể raxemic.
Cơ chế SN2 diễn ra chỉ trong 1 bước duy nhất. Trong cơ chế này, tác nhân thân hạch sẽ tấn công vào phân tử cùng thời điểm nhóm xuất tách khỏi phân tử đó. Nếu chất nền trong cơ chế này là một hợp chất bất đối, phản ứng này sẽ đảo ngược cấu trúc lập thể của sản phẩm và điều này được gọi là nghịch đảo Walden.
Cơ chế tấn công SN2 chỉ có thể xảy ra khi việc tấn công từ phía sau của các tác nhân thân hạch không bị cản trở trong không gian bởi các nhóm thế liên kết với chất nền. Do đó, cơ chế này thường diễn ra ở các chất nền có trung tâm cacbon bậc 1 khi mà các trung tâm này chỉ liên kết với 1 nhóm thế cacbon duy nhất. Trong trường hợp chất nền có trung tâm cacbon bậc 3, khi mà nhóm xuất bị che lấp bởi 3 nhóm chất nền cacbon trong không gian và rất khó để tách rời, phản ứng thế sẽ diễn ra theo cơ chế SN1 thay vì SN2 bởi cấu trúc này giúp ổn định điện tích của tiểu phân cacbocation trung gian và khiến cơ chế SN1 có thể xảy ra dễ dàng hơn.

## Phản ứng thế gốc
Phản ứng này thường gặp ở các hydrocarbon no, được ký hiệu là S (từ tiếng Anh substitution nghĩa là thế). Phản ứng thế halogen trong các phân tử ankan xảy ra theo cơ chế thế gốc (cơ chế SR). Đây là một phản ứng dây chuyền. Muốn khơi mào phản ứng, cần phải chiếu sáng hoặc thêm các chất dễ phân huỷ thành gốc tự do hoạt động vào.

### Ví dụ:
Xét quá trình phản ứng giữa metan (CH4) và clo (Cl2), phản ứng xảy ra theo cơ chế thế gốc, trải qua 3 giai đoạn: khơi mào, phát triển mạch, tắt mạch.
Khơi mào: 
Cl2 -> Cl' + Cl' (điều kiện: ánh sáng khuếch tán)
Phát triển mạch: 
CH4 + Cl' -> CH3' + HCl
CH3' + Cl2 -> CH3Cl + Cl'
Tắt mạch: 
Cl' + Cl' -> Cl2
CH3' + Cl' -> CH-> CH3-CH3
Cơ chế này giải thích sự tạo thành sản phẩm phụ etan (CH3-CH3) trong quá trình clo hoá metan. 